# Prix du premier roman
Der Prix du premier roman ist ein französischer Literaturpreis.
Der Preis wurde 1977 gestiftet und wird jährlich vergeben. Er würdigt französischsprachige, noch unveröffentlichte Erstlingsromane junger Autoren zwischen 18 und 30 Jahren. Derzeit (2014) ist der Preis mit 3000 Euro dotiert. Später wurde der Preis – in einer separaten Kategorie als Prix du premier roman étranger – um die Auszeichnung ausländischer Romane erweitert.

## Französische Preisträger
| - 1977 Michel Arrivé: Les Remembrances du vieillard idiot - 1978 – - 1979 Marco Koskas: Balance Bounel - 1980 Dan Franck: Les calendes grecques - 1981 Annick Geille: Portrait d'un amour coupable - 1982 Bruno Racine: Le gouverneur de Morée - 1983 Elvire Murail: Escalier - 1984 Jean-Philippe Arrou-Vignod: Le rideau sur la nuit - 1985 – - 1986 Alexandre Jardin: Bille en tête - 1987 Jean-François Merle: Cale sèche - 1988 Nadine Diamant: Désordres - 1989 Louis-Jacques Liandier: Comme un voleur dans la nuit - 1990 Caroline Tiné: L'immeuble - 1991 Patrick Séry: Le maître et le scorpion - 1992 Isabelle Jarry: L'homme de la passerelle - 1993 Christophe Bataille: Annam - 1994 Jean-François Kervéan: La folie du moment - 1995 Sophie Fontanel: Sacré Paul - 1996 Pascal Roze: Le chasseur Zéro - 1997 Raymond Bozier: Lieu-dit - 1998 Christine Chaufour Verheyen: Rive dangereuse - 1999 Boualem Sansal: Le serment des barabares | - 2000 Bruno Gibert: Claude - 2001 Claire Béchet: Entre parenthèses - 2002 Christophe Dufossé: L'heure de la sortie - 2003 Yasmina Trabouli: Les enfants de la place - 2004 Caroline Sers: Tombent les avions - 2005 Hédi Kaddour: Waltenberg - 2006 Max Monnehay: Corpus Christine - 2007 Ingris Thobois: Le roi d'Afghanistan ne noue a pas mariés - 2008 Thierry Dancourt: Hôtel de Lausanne - 2009 Jocelyn Bonnerave: Nouveaux Indiens - 2010 Victor Cohen-Hadria: Les trois saisons de la rage - 2011 Marien Defalvard: Du temps qu'on existait - 2012 Christophe Carlier: L'assassinà la pomme verte - 2013 Olivier Lebé: Repulse Bay - 2014 Jean-Pierre Orban: Vera - 2015 Didier Castino: Après le silence - 2016 Gaël Faye: Petit pays - 2017 Jean-Baptiste Andrea: Ma Reine - 2018 Clélia Renucci: Concours pour le paradis - 2019 Géraldine Dalban-Moreynas: On ne meurt pas d’amour - 2020 Ketty Rouf: On ne touche pas - 2021 Maud Ventura: Mon Mari - 2022 Maria Larrea: Les gens de Bilbao naissent où ils veulent |

## Ausländische Preisträger
| - 1998 Martin Suter: Small World - 1999 Boualem Sansal: Le Serment des barbares - 2000 Jim Fergus: Mille femmes blanches - 2001 Keith Ridgway: Mauvaise Pente - 2002 Gwen Edelman: Dernier refuge avant la nuit - 2003 Lavinia Greenlaw: Quand Mary marcha sur l'eau - 2004 Inderjit Badhwar: La chambre des parfumes - 2005 Samina Ali: Jourd de pluie à Madras - 2006 Benjamin Kunkel: Indécision - 2007 Dinaw Mengestu: Les belles choses que porte le ciel - 2008 James Cañón: Dans la ville des veuves intrépides - 2009 Chloe Aridjis: Le livre des nuages | - 2010 Amanda Smyth: Black Rock - 2011 Nic Pizzolatto: Galveston - 2012 Amy Waldman: Un concours de circonstances - 2013 Patrick McGuinness: Les cent derniers jours (dt. Titel: Die Abschaffung des Zufalls) - 2014 Rene Denfeld: En ce lieu enchanté - 2015 Vanessa Barbara: La Nuit de la laitue und Maja Haderlap: L’Ange de l’oubli - 2016 Davide Enia: Sur cette terre comme au ciel - 2017 Katharina Winkler: Les bijoux bleus (dt. Titel: Blauschmuck) - 2018 Shih-Li Kow: La Somme de nos folies - 2019 Sana Krasikov: Les Patriotes - 2020 Olja Savičević: Adios cow-boy - 2021 Daniel Loedel: Hadès, Argentine - 2022 Jarred McGinnis: Le lâche |